# Markowice (Racibórz)
Markowice (deutsch Markowitz, 1936–1945 Markdorf) ist einer der elf Stadtteile der Stadt Racibórz (Ratibor) in der Woiwodschaft Schlesien in Polen. Der Ort wurde am 1. Februar 1977 in die Stadt eingemeindet.

## Geografie

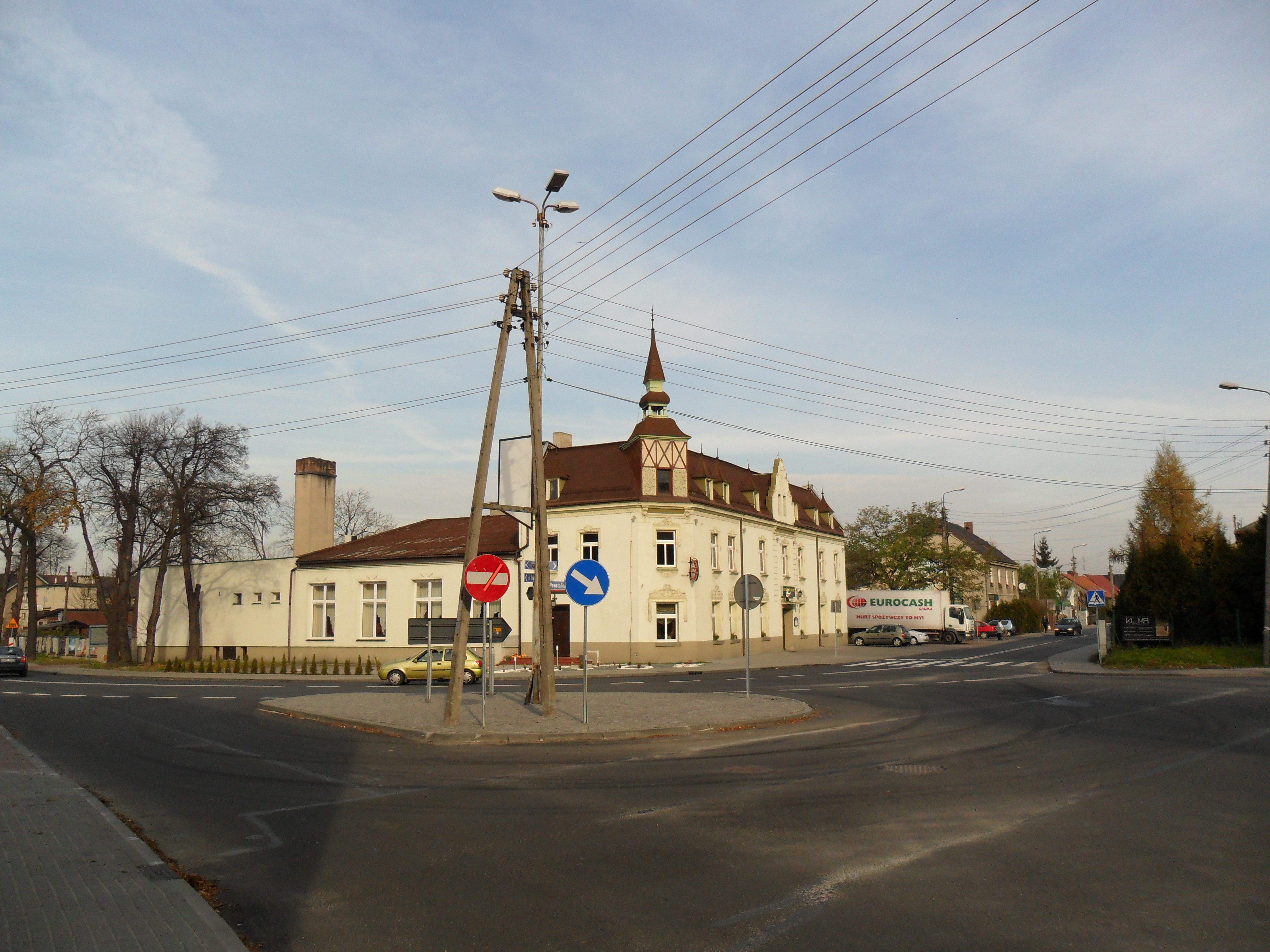
Zentrum von Markowice

Der Stadtteil Markowice liegt am rechten Ufer der oberen Oder im Südosten der Woiwodschaft Schlesien, etwa 25 Kilometer westlich von Rybnik und rund 70 Kilometer südwestlich der Woiwodschaftshauptstadt Katowice (Kattowitz). 
Die Umgebung von Markowice ist der südöstlichste Teil des Schlesischen Tieflands. Im Westen liegt das Oppagebirge, im Norden das Oberschlesische Hochland und im Süden die Mährische Pforte. Nördlich des Stadtteils Markowice besteht seit 1957 das Naturschutzgebiet Łężczok (Lensczok). Es erstreckt sich auf einer Fläche von etwa 400 Hektar und beherbergt seltene Pflanzen- und Tierarten.

## Geschichte
Der Ort wurde erstmals im Jahr 1290 urkundlich erwähnt. Im April 1319 schenkte der Ratiborer Herzog Lestko Markowitz seiner Schwester Eufemia von Ratibor. Sie war Priorin des Ratiborer Dominikanerinnenklosters, dem Markowitz nach Eufemias Tod 1359 zufiel. 
Nach dem Ersten Schlesischen Krieg fiel Markowitz zusammen mit dem größten Teil Schlesiens 1742 an Preußen. Ab 1815 gehörte es zur neu gebildeten Provinz Schlesien und ab 1816 zum Landkreis Ratibor, mit dem es bis 1945 verbunden blieb. Im Jahr 1873 war Markowitz mit einer Fläche von 2222 Morgen im Besitz des Herzogs Victor I. von Ratibor. Im Mai 1874 wurde der Amtsbezirk Markowitz mit den Landgemeinden und Gutsbezirken Adamowitz, Bogunitz, Kobilla, Markowitz und Raschütz sowie dem Standesamt in Markowitz gegründet.
Nach der Volksabstimmung in Oberschlesien am 20. März 1921 wurde die Staatsgrenze zum polnischen Ostoberschlesien unweit östlich von Markowitz gezogen. 1936 während der NS-Zeit wurde der Ort in Markdorf umbenannt. Im Jahr 1933 lebten hier 2383 und im Jahr 1939 2631 Einwohner.
Nach Kriegsende wurde das Dorf Markowice von 1945 bis 1954 zum Sitz der Gmina Markowice im Powiat Raciborski. Diese Landgemeinde wurde 1954 in Gromadas aufgelöst und 1973 als Gmina Nędza wieder gegründet. Mit der Eingemeindung zum 1. Februar 1977 wurde Markowice ein nordöstlicher Ortsteil der Stadt Racibórz.

## Verkehr

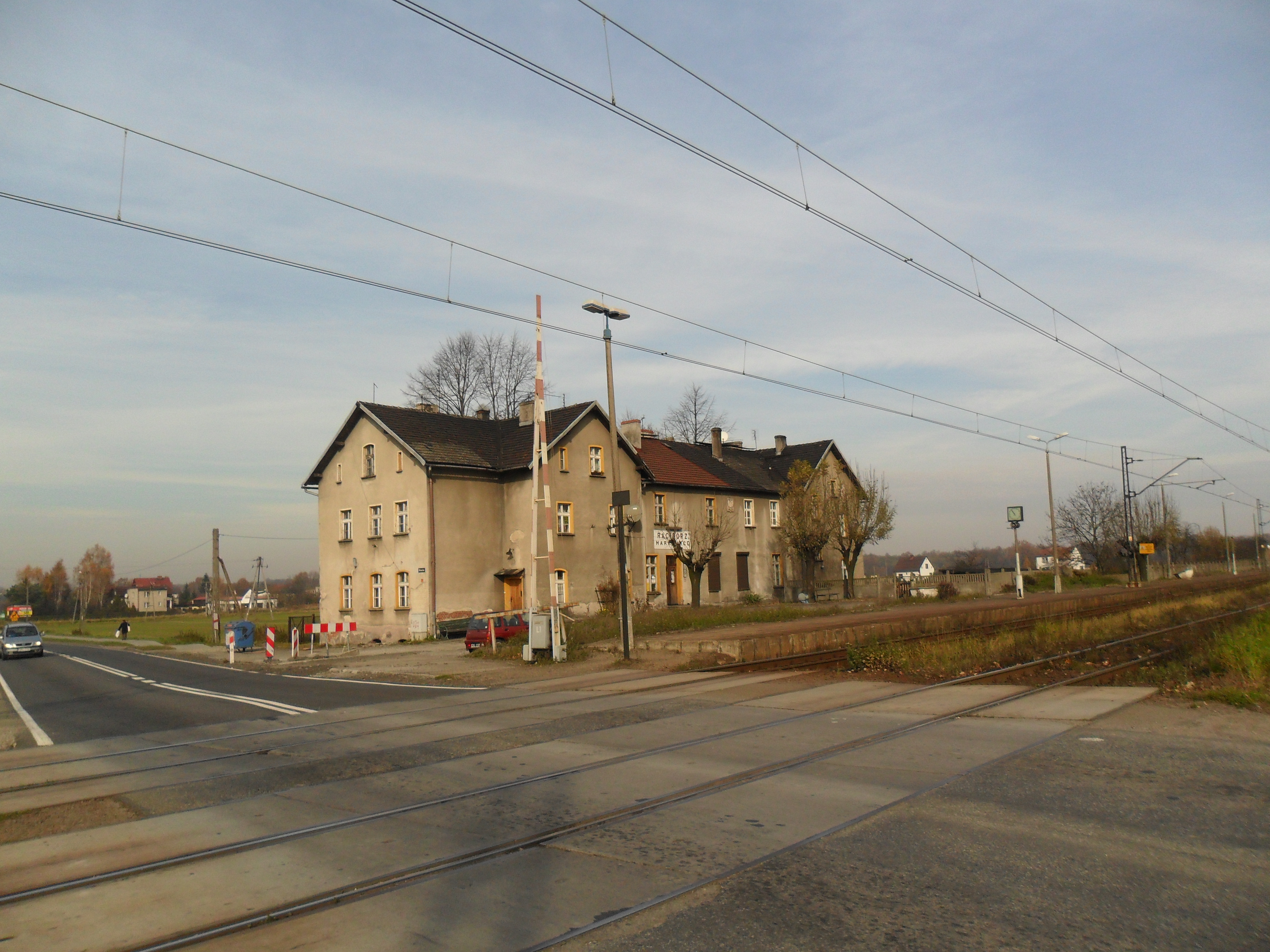
Bahnhofsgebäude

Der Bahnhof Racibórz Markowice liegt am Abzweig der ehemaligen Bahnstrecke Racibórz–Olza von der Bahnstrecke Kędzierzyn-Koźle–Bohumín. Früher verkehrte zudem die Schmalspurbahn Gliwice–Racibórz.

## Persönlichkeiten
- Arkadiusz „Arka“ Bożek (1899–1954), schlesischer Regionalpolitiker
- Hubert Kostka (* 1940), ehemaliger Fußballspieler